# Vasco Núñez de Balboa
Ez a lap egy spanyol konkvisztádorról szól. Az azonos nevű pénznemhez lásd a Panamai balboa című szócikket.
Vasco Núñez de Balboa (1476 – 1519. január 15.) spanyol konkvisztádor, a Panama-földszoros (Castilla del Oro) és a Csendes-óceán (Mar del Sur) felfedezője.

## Életrajza
A galiciai származású hidalgo, feltehetően Nuño Arias de Balboa és egy badajozi dáma fia, 1501-ben érkezett Hispaniola szigetére Rodrigo de Bastidas és Juan de la Cosa társaságában. Ültetvényesként telepedett le, de hamarosan óriási adósságot halmozott fel. Hitelezőitől szorongatva menekült el Hispanioláról: egy venezuelai telepre, San Sebastiánra utánpótlást szállító hajóra csempészték fel egy ládában, és a legénység nem akart szembeszállni a kifutás után előbukkanó páncélos vitézzel. 
Útközben találkoztak Francisco Pizarro kapitánnyal, aki hírt adott a telep megszűnéséről, de Balboa rábeszélte, hogy forduljanak vissza újjáépíteni azt. Így jött létre Darién, a legrégebbi, máig létező, európaiak által alapított település az amerikai kontinensen. Hajójuk hamarosan el is süllyedt, ám a legénység megmenekült. Balboa végleg átvette az irányítást: kalandokat, aranyat ígért a tengerészeknek, akik egy indián falu kirablása után végleg mellé álltak.
A telep élére Aragóniai II. Ferdinánd király által kinevezett Diego de Nicuesa sem tehetett semmit: hű társaival egy rozzant ladikba rakták, és többé senki sem hallott róluk. Az indiánoktól értesült Balboa az aranyban gazdag Biru (Peru) országáról – az Inka Birodalomról – és a Déli-tengerről, azaz a Csendes-óceánról. Közben a Karib-tenger spanyol hatóságai eljárást indítottak ellene, amit úgy próbált kivédeni, hogy követeket menesztett Hispaniolára a hírekkel, ezek azonban nem tudták meglágyítani a kormányzó szívét.  
Balboa egyetlen esélye Peru felfedezése maradt. Szeptember 1-jén indult el a 190 konkvisztádorral, egy falka vérebbel és 300 teherhordóval. Szeptember 25-én pillantották meg a Csendes-óceánt, amit a Te Deum közös eléneklésével ünnepeltek meg. Szeptember 29-én érték el a partra, ahol keresztet emeltek, Balboa pedig ünnepélyesen spanyol birtokba vette a Déli-tengernek elnevezett víztömeget és minden, vele határos területet. A partvidéken maradtak néhány hétig: gyöngyöket gyűjtöttek és információkat az Inka Birodalomról. Ekkor hallottak először a lámákról is. Novemberben indultak haza, és spanyol emberveszteség nélkül tették meg az utat. Bizonyítékként Balboa rengeteg aranyat és igazgyöngyöt küldött az udvarnak, és meg is bocsátottak volna neki, ha a helyi igazságszolgáltatás nem gyorsabb. 
Balboa gyarmatára új kormányzót, Pedro Arias de Ávilát nevezett ki az Antillák püspöke, Fonseca. Az új kormányzó kénytelen volt békét kötni a nála jóval népszerűbb Balboával, amit azzal pecsételtek meg, hogy neki ígérte leányát. A frigy sosem jött létre, mivel a lány Spanyolországban élt, Balboa pedig újabb expedícióra indult a Csendes-óceánon. A rossz széljárás miatt ezúttal csak Panama déli partvidékét és a Gyöngy-szigeteket fedezte fel. A sikereire féltékeny Ávila folyton gyűjtötte ellene a bizonyítékokat, és miután menesztették kormányzói tisztségéből, elrendelte Balboa letartóztatását. 
A konkvisztádor elfogását Pizarro, a régi barát vállalta el. A Castilla del Oro és a Mar del Sur felfedezőjét és meghódítóját 1519-ben végül árulás vádjával végezték ki három társával együtt.